# Solenopsis salina
Solenopsis salina é uma espécie de formiga do gênero Solenopsis, pertencente à subfamília Myrmicinae.